# Mary Higgins Clark

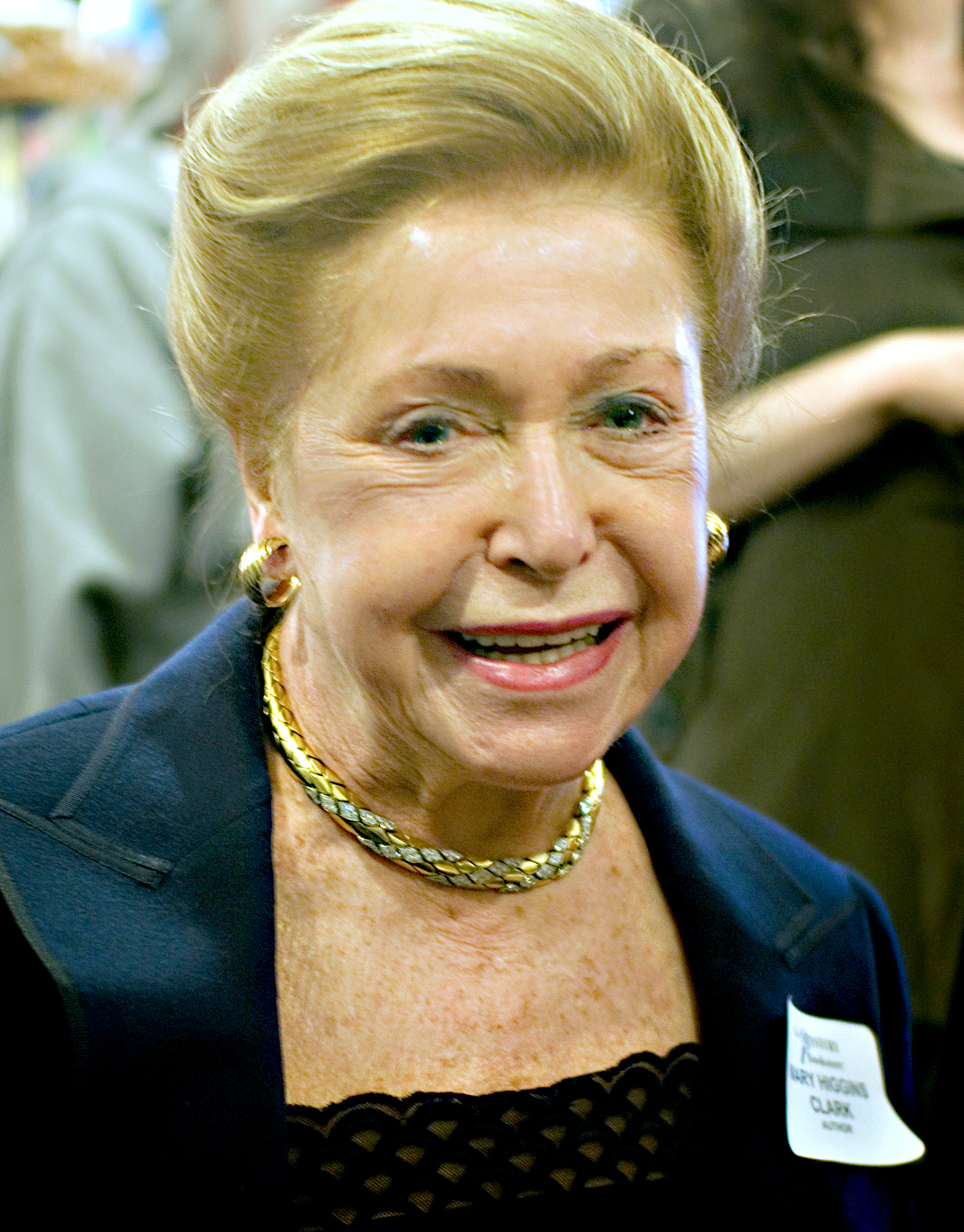
Mary Higgins Clark (2009)

Mary Higgins Clark (geboren als Mary Theresa Eleanor Higgins; * 24. Dezember 1927 in New York; † 31. Januar 2020 in Naples, Florida) war eine US-amerikanische Autorin von Kriminalromanen.

## Leben
Mary Higgins wurde 1927 als Tochter irischer Einwanderer in der New Yorker Bronx geboren und wuchs dort auf. Sie war zehn Jahre alt, als ihr Vater, Besitzer des Restaurants „Higgins Bar and Grillhouse“ in der Bronx, an einem Herzinfarkt starb.
Nach Beendigung der Highschool absolvierte sie eine Ausbildung als Sekretärin und arbeitete danach in einer Werbeagentur und als Stewardess bei Pan Am.
Nach ihrer Heirat mit ihrem Jugendfreund Warren Clark 1949 begann sie zu schreiben. Nach vielen Ablehnungen wurde 1956 die erste Kurzgeschichte (Stowaway) für ein Honorar von 100 Dollar in der Zeitschrift Extension magazine veröffentlicht.
Der Tod ihres Mannes 1964 ließ sie als junge Witwe mit fünf Kindern (Carol, Marilyn, Patty, Warren und David) zurück. Ihr erstes Buch Aspire to the Heavens (1969), ein biographischer Roman über George Washington, verkaufte sich schlecht. Fünf Jahre später versuchte sie es erneut mit Where Are the Children? (dt. Wintersturm). Simon & Schuster hatten ihr die Rechte für 3000 Dollar abgekauft. Das Buch wurde 1975 veröffentlicht und zum Bestseller.
Der Nachfolger A Stranger Is Watching (1977, dt. Gnadenfrist) war ein noch größerer Erfolg und wurde mit dem renommierten Grand prix de littérature policière ausgezeichnet. Für diesen zweiten Kriminalroman erhielt sie bereits 1,5 Millionen Dollar. Seitdem gehörte sie zu den Stars des Genres und veröffentlichte über 25 Kriminalromane, die sich allein in den Vereinigten Staaten mehr als 100 Millionen Mal verkauften. Einige wurden auch für das Fernsehen verfilmt, z. B. Dass du ewig denkst an mich (2002) oder für die Serie Mysteriöse Verbrechen (2014 –) neu verfilmt.
Von 1974 bis 1979 besuchte sie die Fordham University und erreichte einen Abschluss in Philosophie.
Sie war 1987 Präsidentin der Mystery Writers of America und erhielt im Jahr 2000 deren Grand Master Award für ihr Gesamtwerk. Seit 2001 gibt es auch einen nach ihr benannten Literaturpreis, den Simon & Schuster – Mary Higgins Clark Award. 2010 wurde sie mit dem Agatha Award/Ehrenpreis (Malice Domestic Award for Lifetime Achievement) für ihr bisheriges Lebenswerk geehrt. Eine weitere große Anerkennung für ihr Lebenswerk erhielt Clark 2012 mit dem Anthony Award – Kategorie Lifetime Achievement Award.
1996 heiratete sie John J. Conheeney. Ihre Tochter Carol Higgins Clark und ihre Schwiegertochter Mary Jane Clark waren/sind ebenfalls Schriftstellerinnen.
Mary Higgins Clark war Ehren- und Devotions-Dame des Malteserordens und lebte mit ihrer Familie in Saddle River, New Jersey.

## Stil
Mary Higgins Clark wurde zu vielen ihrer Kriminalromane durch Zeitungsartikel inspiriert. Sie griff aktuelle Themen auf, beispielsweise künstliche Befruchtung (The Cradle Will Fall, I’ll Be Seeing You), dissoziative Identitätsstörung (All Around the Town), Todesstrafe (A Stranger Is Watching), plastische Chirurgie (Let Me Call You Sweetheart) oder Kontaktanzeigen (Loves Music, Loves to Dance).
Meist handeln die Romane von Frauen der gehobenen Mittelschicht, die in gefährliche Situationen geraten oder mit traumatischen Erfahrungen ihrer Vergangenheit konfrontiert werden. Die Leserschaft soll sich mit den Hauptpersonen identifizieren können. Die Bücher sind häufig durch sehr kurze Kapitel charakterisiert, die zum Weiterlesen animieren. Der Schreibstil ist flüssig und dialogorientiert. Durch die temporeiche Handlung wird ein Spannungsbogen aufgebaut, der meist in einem furiosen Showdown kulminiert.

## Werke
- Aspire to the Heavens (1969)
- Where Are the Children (1975, dt. Wintersturm), 2007 in der 75. Auflage erschienen
- A Stranger Is Watching (1977, dt. Die Gnadenfrist)
- The Cradle Will Fall (1980, dt. Wo waren Sie, Dr. Highley?)
- A Cry in the Night (1982, dt. Schrei in der Nacht)
- Stillwatch (1984, dt. Das Haus am Potomac)
- Weep No More My Lady (1987, dt. Schlangen im Paradies)
- While My Pretty One Sleeps (1989, dt. Schlaf wohl mein süßes Kind)
- The Anastasia Syndrome and Other Stories (1989, dt. Das Anastasia-Syndrom oder Doppelschatten)
- Loves Music, Loves to Dance (1991, dt. Schwesterlein komm tanz mit mir)
- All Around the Town (1992, dt. Daß du ewig denkst an mich)
- I’ll Be Seeing You (1993, dt. Das fremde Gesicht)
- Remember Me (1994, dt. Das Haus auf den Klippen)
- The Lottery Winner (1994, dt. Sechs Richtige)
- Let Me Call You Sweetheart (1995, dt. Ein Gesicht so schön und kalt)
- Silent Night (1995, dt. Stille Nacht)
- Moonlight Becomes You (1996, dt. Mondlicht steht Dir gut)
- My Gal Sunday: Henry and Sunday Stories (1996, dt. Und tot bist du)
- Pretend You Don’t See Her (1997, dt. Sieh dich nicht um)
- You Belong to Me (1998, dt. Nimm dich in acht)
- All Through the Night (1998, dt. In einer Winternacht)
- We’ll Meet Again (1999, dt. Wenn wir uns wiedersehen)
- Before I Say Good-Bye (2000, dt. Vergiss die Toten nicht)
- Deck the Halls (2000, mit Carol Higgins Clark, dt. Gefährliche Überraschung)
- He Sees You, When You Are Sleeping (2001, mit Carol Higgins Clark, dt. Er sieht dich, wenn du schläfst)
- On the Street Where You Live (2001, dt. Du entkommst mir nicht)
- Daddy’s Little Girl (2002, dt. Denn vergeben wird dir nie)
- The Second Time Around (2003, dt. Und morgen in das kühle Grab)
- Nighttime Is My Time (2004, dt. Mein ist die Stunde der Nacht)
- The Christmas Thief (2004 mit Carol Higgins Clark, dt. Der Weihnachtsdieb)
- No Place Like Home (2005, dt. Hab acht auf meine Schritte)
- Two Little Girls in Blue (2006, dt. Weil deine Augen ihn nicht sehen)
- I Heard That Song Before (2007, dt. Und hinter dir die Finsternis)
- Kitchen Privileges (Memoirs) (2007, dt. Denn bereuen sollst du nie (Mein Leben))
- Santa Cruise (2007, mit Carol Higgins Clark, dt. Der Weihnachtsdieb auf hoher See)
- Where Are You Now? (2008, dt. Warte, bis du schläfst)
- Dashing Through the Snow (2008, mit Carol Higgins Clark, dt. Das Weihnachtslos) ISBN 978-3-86800-269-0
- Just Take My Heart (2009, dt. Denn niemand hört dein Rufen)
- The Shadow of Your Smile (2010, dt. Flieh in die dunkle Nacht)
- I’ll Walk Alone (2011, dt. Ich folge deinem Schatten, Heyne, München. ISBN 978-3-453-26685-8)
- The Magical Christmas Horse (2011, Illustrationen von Wendell Minor)
- The Lost Years (2012, dt. Mein Auge ruht auf dir, als Heyne Taschenbuch 2014, ISBN 978-3-453-43750-0)
- Daddy’s Gone A Hunting (2013, dt. Spürst du den Todeshauch)
- I’ve Got You Under My Skin (2014, dt. In der Stunde Deines Todes) Laurie Moran Band 1
- The Melody Lingers On (2015, dt. Wenn Du noch lebst, Heyne, München ISBN 978-3-453-26933-0)
- The Cinderella Murder (2014, dt. So still in meinen Armen) Laurie Moran Band 2
- All Dressed in White (2015, dt. Und niemand soll dich finden) Laurie Moran Band 3
- As Time Goes By (2016, dt.: Und deine Zeit verrinnt, Heyne, München 2016, ISBN 978-3-453-27098-5) Willy and Alvirah
- The Sleeping Beauty Killer (2016, dt. Schlafe für immer) Laurie Moran Band 4
- Every Breath You Take (2017, dt. Mit deinem letzten Atemzug) Laurie Moran Band 5
- All by Myself Alone (2017, dt. Einsam bist du und allein) Willy and Alvirah
- I’ve Got My Eyes on You (2018, dt. Du bist in meiner Hand, Heyne, München 2018, ISBN 978-3-453-27186-9)
- You Don’t Own Me (2018, dt. Denn du gehörst mir) Laurie Moran Band 6
- Kiss the Girls and Make Them Cry (2019, dt. So schweige denn still, Heyne, München 2020, ISBN 978-3-453-27270-5)
- Piece of My Heart (2020, mit Alafair Burke, dt. Gebrochen ist dein Herz, Heyne, München 2021, ISBN 978-3-453-27369-6) Laurie Moran Band 7